# Rambla d'Ègara
La Rambla d'Ègara (habitualment pronunciat Rambla d'Egara i popularment coneguda com la Rambla, ras i curt) és l'artèria principal de Terrassa, un dels carrers més llargs de la ciutat i el que tradicionalment concentra més comerços, botigues i serveis.
La Rambla, que té un passeig arbrat central entre les places de Ricard Camí i Anselm Clavé, travessa bona part de la ciutat de nord a sud seguint el curs de l'antic llit de la riera del Palau; de la via de la RENFE Barcelona-Manresa en amunt s'anomena Avinguda de Josep Tarradellas (l'antiga Avinguda de Gibraltar), mentre que al sud, a partir de la plaça del Doré, a la confluència entre les carreteres de Martorell (C-243c) i de Montcada (N-150), passa a anomenar-se Rambleta del Pare Alegre, inici de l'accés Terrassa Centre de l'autopista C-16 Barcelona-Manresa. Des de la seva part nord baixa en direcció NW-SE, mentre que a partir de la plaça d'Enric Granados fa un punt d'inflexió i baixa en direcció NE-SW. Separa els barris del Centre (a la dreta mirant-ho damunt el mapa) i de Ca n'Aurell (a l'esquerra).
És una de les vies principals per travessar la ciutat de sud a nord, tot venint de l'autopista, i hi tenen parada tots els autobusos urbans excepte els de les línies 7, 10, 14 i 15. A la part central hi ha l'estació dels Ferrocarrils de la Generalitat de Catalunya (FGC) de Terrassa-Rambla.

## Punts d'interès
A la banda dreta, la part nord (la més moderna) concentra serveis com el CAP Rambla de la Mútua de Terrassa (al núm. 386); la que fou seu central de la Caixa d'Estalvis de Terrassa, més endavant Unnim i BBVA (al núm. 350, vora la plaça de Ricard Camí, inaugurada el 2001); l'antic edifici dels Jutjats (núm. 342), el Centre Cultural de la Caixa de Terrassa (núm. 340) i, sobretot, l'impressionant Vapor Aymerich, Amat i Jover (núm. 270), una de les joies de l'arquitectura industrial modernista i seu del Museu de la Ciència i de la Tècnica de Catalunya. També a la part alta, però a la banda de Ca n'Aurell, hi ha l'IES Terrassa (núm. 331), un dels instituts d'ensenyament secundari de la ciutat, i una antiga màquina de tren de vapor, en un petit jardinet on arrenca el carrer de Galileu, davant l'antic edifici del Diari de Terrassa.

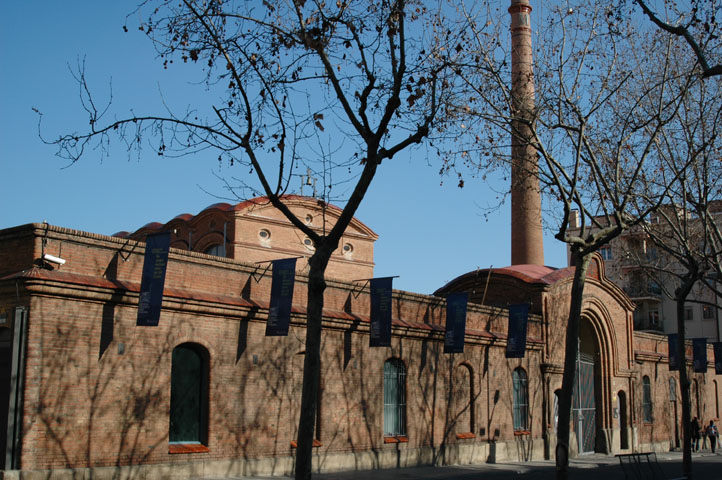
El Vapor Aymerich, Amat i Jover, al núm. 270

On la Rambla canvia de direcció, també a mà dreta, entre els carrers de la Rasa i de la Goleta s'aixeca l'edifici modernista del Mercat de la Independència, que té l'entrada principal pel Raval de Montserrat. Una mica més avall s'obre la plaça d'Anselm Clavé i el Portal de Sant Roc, on hi havia l'estació dels Ferrocarrils Catalans, avui enderrocada. Actualment l'estació dels FGC és subterrània i s'hi accedeix a través de tres entrades diferents, situades totes a la Rambla; des de l'antiga estació en avall, fins a la carretera de Montcada, s'estén el parc dels Catalans, construït damunt els terrenys que van deixar lliures les vies del tren, ara soterrades; donen al parc, tocant al carrer de Vinyals, els nous edificis del Bisbat i del Diari de Terrassa, actualment seu dels Establiments Viena. A l'altra banda de la plaça d'Anselm Clavé hi havia les oficines de la desapareguda Ràdio Terrassa (OM) i Ràdio Club 25 (ara Kiss FM), que tenien entrada pel carrer de Gutenberg núm. 3.
A part de l'estació dels Catalans, ja esmentada, altres edificis desapareguts són el Bar Doré, al capdavall de la Rambla a mà esquerra, a la cantonada amb la carretera de Martorell, la memòria del qual només es conserva en la rotonda situada en aquest tram final del passeig, anomenada plaça del Doré; el grup escolar Torrella, a la cantonada amb els carrers d'Antoni Torrella i Gutenberg, joia modernista molt malmesa per la riuada del 1962, que fou enderrocat; i el cinema La Rambla, situat a la part central a mà dreta, per damunt de la plaça d'Anselm Clavé, l'edifici del qual, on avui hi ha una botiga de roba, ha estat molt transformat tot i que conserva la façana i el vestíbul, de reminiscències art déco.

## Història

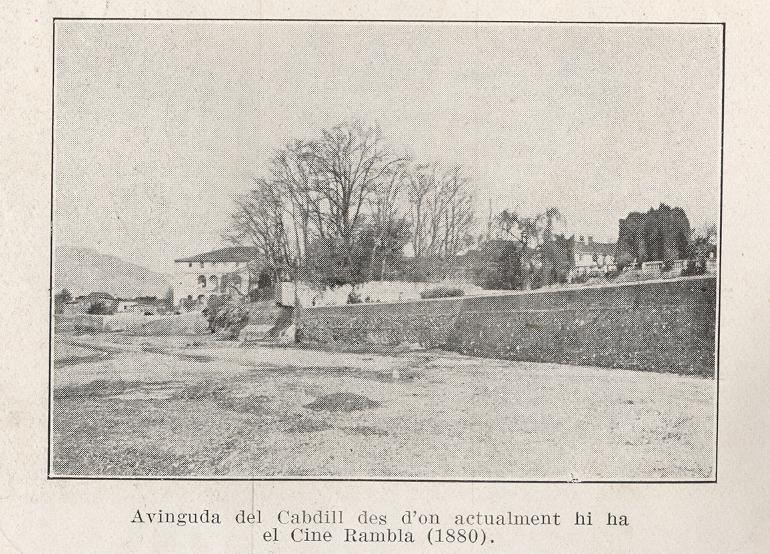
Vista de la Rambla a la part central, amb les antigues muralles, quan encara no era més que el llit de la riera del Palau, el 1880

Originàriament la Rambla seguia el curs de la riera del Palau i marcava l'extrem occidental de la ciutat; més enllà de les antigues muralles s'estenien tan sols camps de conreu. La primera casa de l'altra banda de la riera, la d'Antoni Torrella, no es va construir fins a mitjan segle xix, i va donar origen al que en un principi es va anomenar barri de la Riera del Palau, més endavant conegut com a Ca n'Aurell, ja que estava en terrenys d'aquest mas. Amb el pas dels anys es van enderrocar les muralles per propiciar el creixement de la ciutat i es van anar construint cases a banda i banda de la riera, que es va acabar urbanitzant com un passeig arbrat. L'any 1962 es van produir uns aiguats torrencials que van desbordar la minsa canalització de la riera del Palau, que passava sota la Rambla; la força de les aigües va arrossegar un gran nombre de persones i vehicles i va buidar els baixos dels edificis de la Rambla. Per evitar noves riuades, la riera es va desviar cap al torrent de la Maurina, a la part oest de la ciutat, en l'anomenat Transvasament de la Riera del Palau, avui flanquejat per la Ronda de Ponent. Els darrers anys han vist la urbanització de la part nord, abans eminentment industrial, amb edificis com el Centre Cultural, els Jutjats o la nova seu de la Caixa de Terrassa, i també la recuperació de la part sud, en què on abans hi havia les vies dels Ferrocarrils de la Generalitat ara s'aixeca l'anomenat Parc dels Catalans.
Aquest passeig, que tradicionalment s'ha conegut sempre simplement com la Rambla, porta el nom oficial de Rambla d'Ègara i fa referència a l'antiga denominació romana de Terrassa, si bé el municipi d'Ègara quedava lluny de la Rambla, més cap a l'est, vora el torrent de Vallparadís, prop de l'antic poble de Sant Pere. Durant el franquisme fou anomenada oficialment Avenida del Caudillo.

## Galeria d'imatges

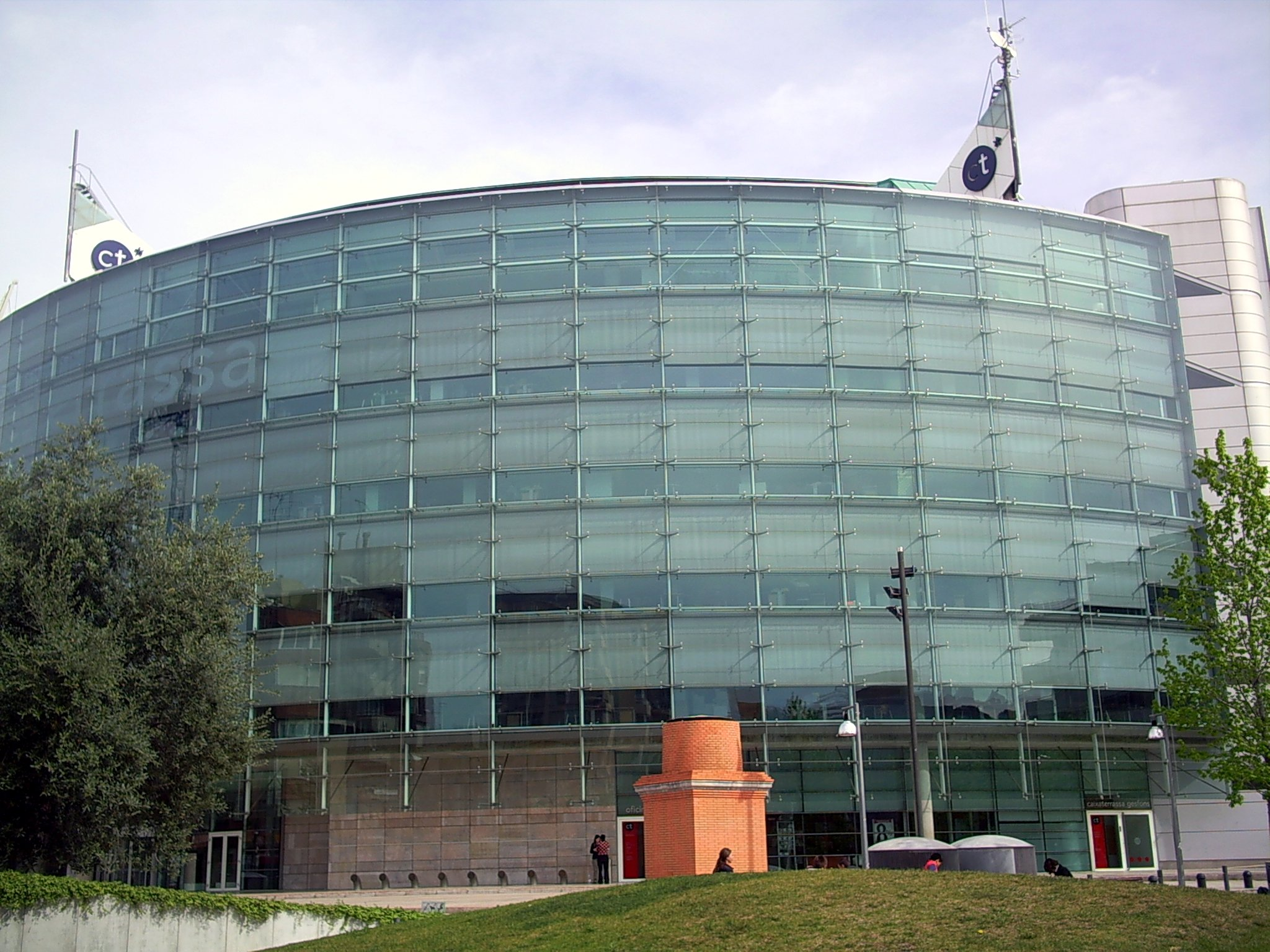
Seu central de Caixa Terrassa, al núm. 350, actualment BBVA
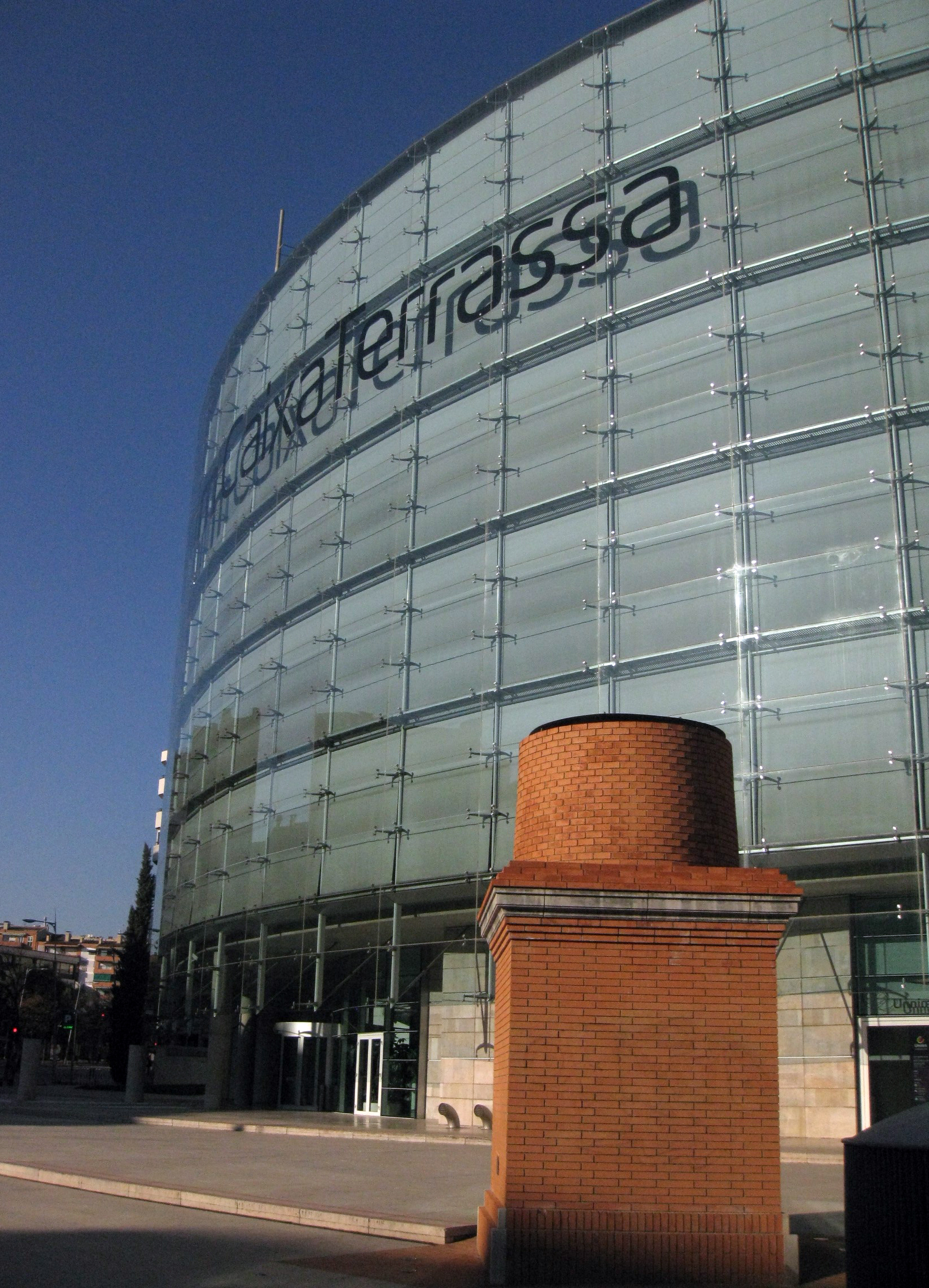
Reconstrucció del basament de la xemeneia de can Badiella, davant l'antiga seu de Caixa Terrassa
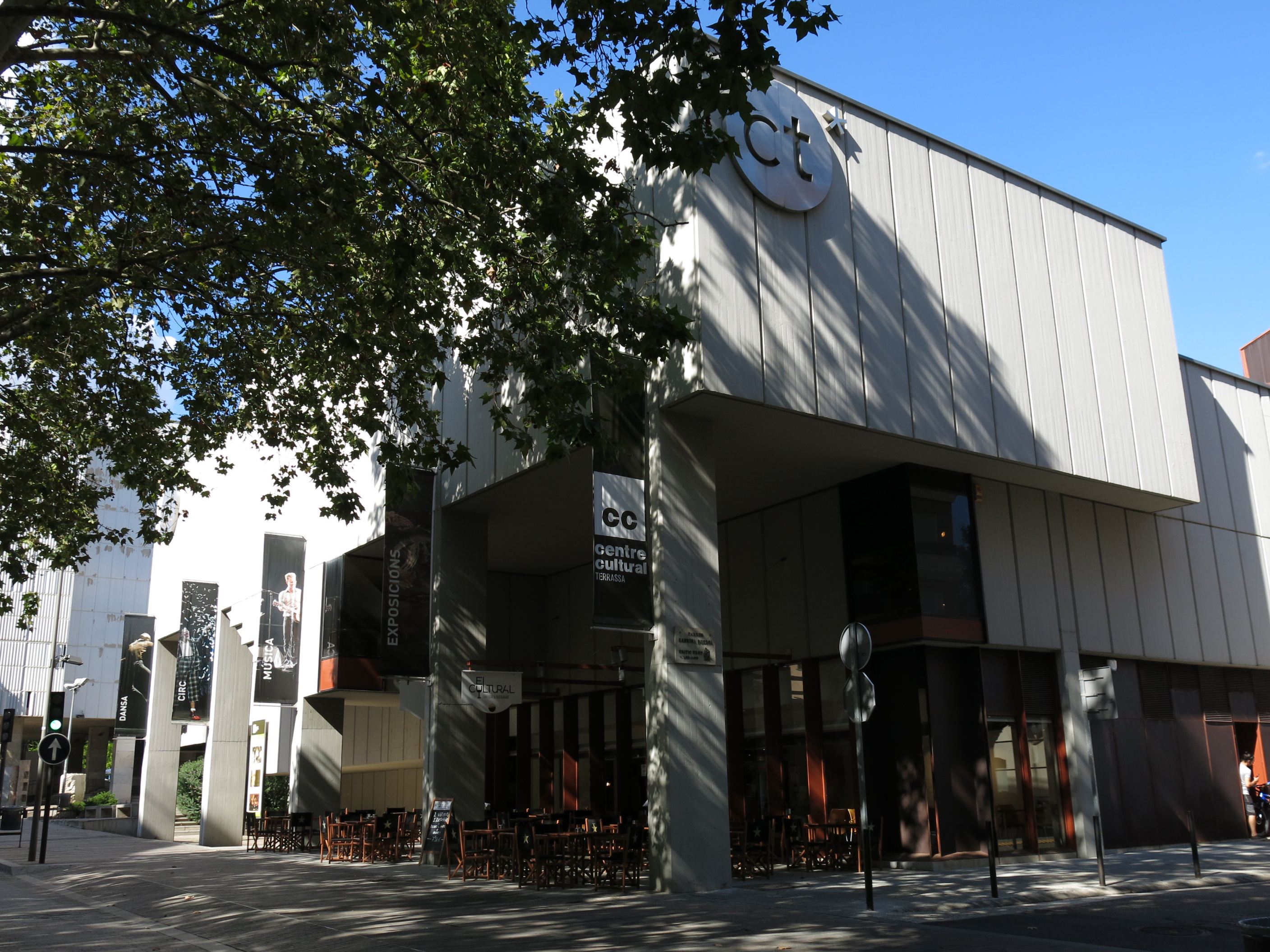
Centre Cultural Terrassa, al núm. 340
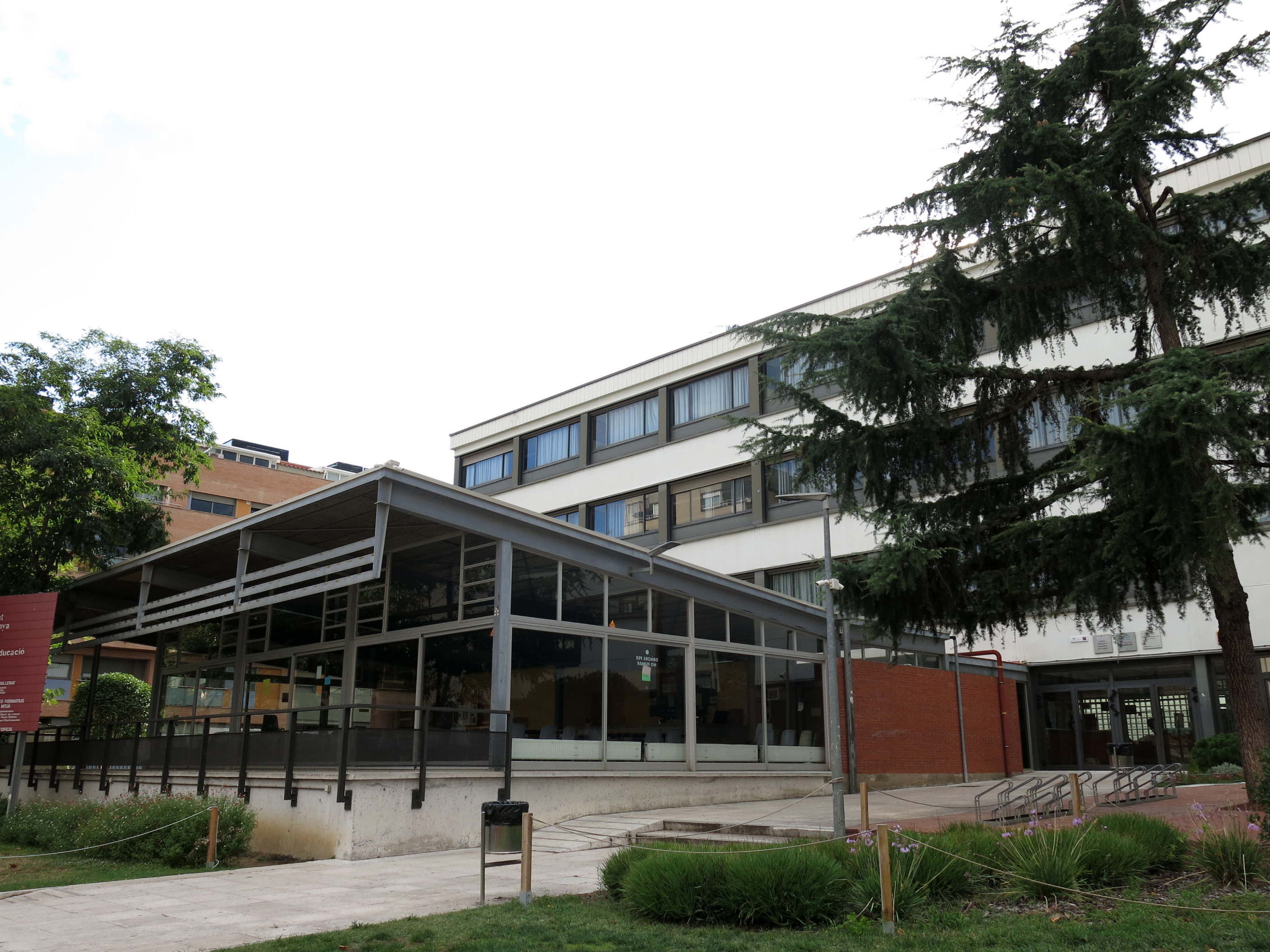
INS Terrassa, al núm. 331
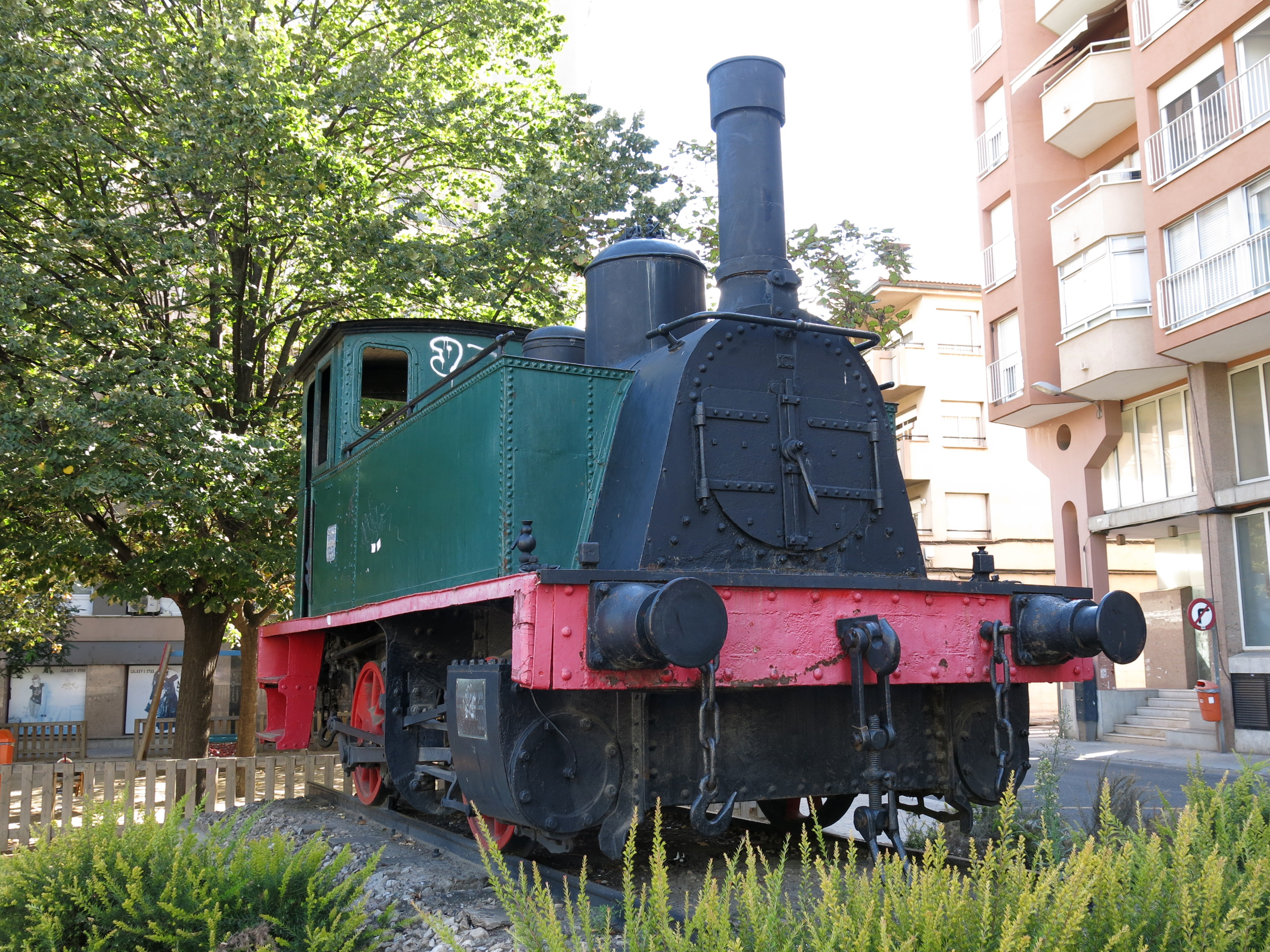
Màquina de tren a la cruïlla amb el carrer de Galileu
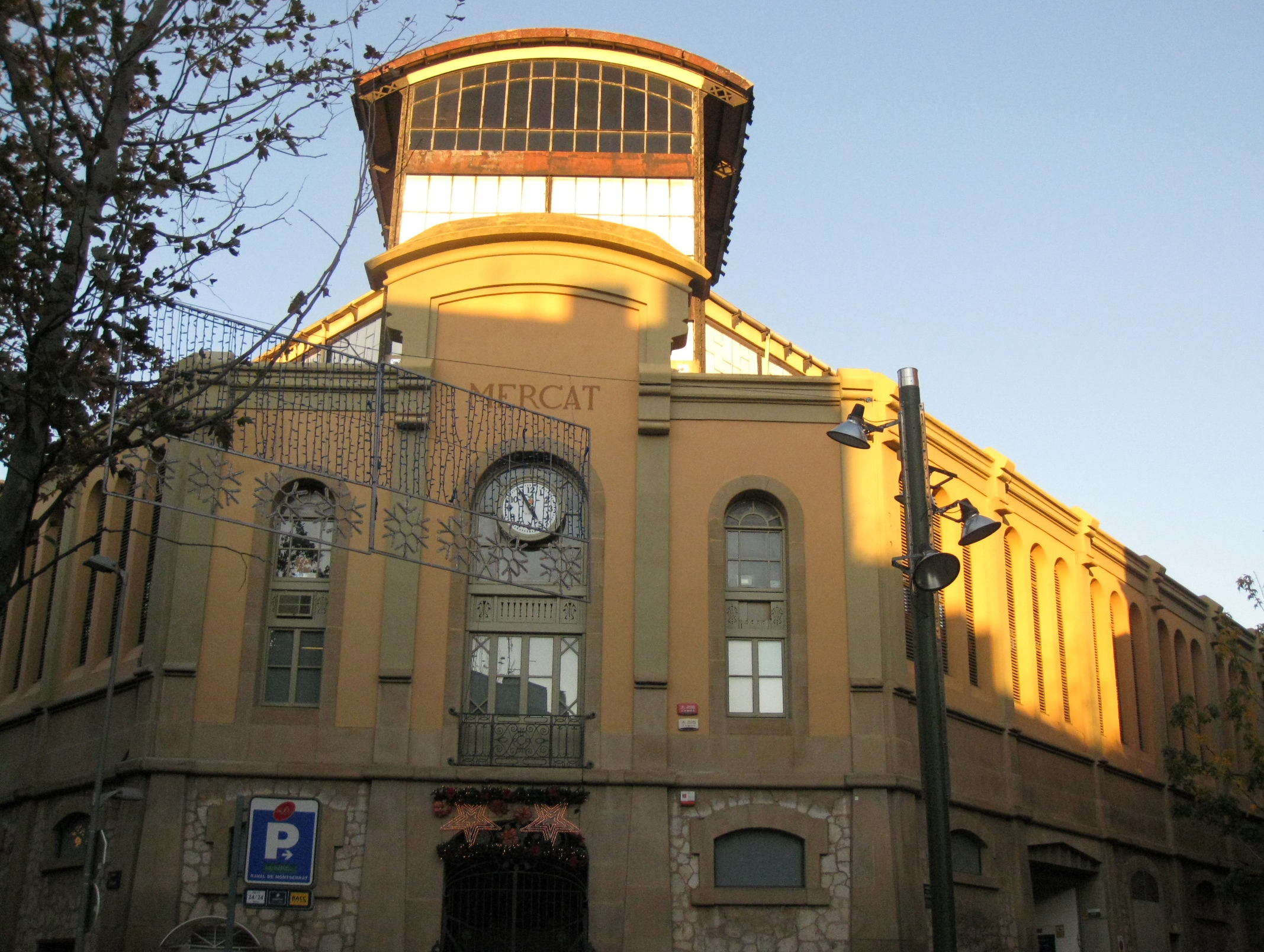
Mercat de la Independència, a la cantonada amb el carrer de la Goleta
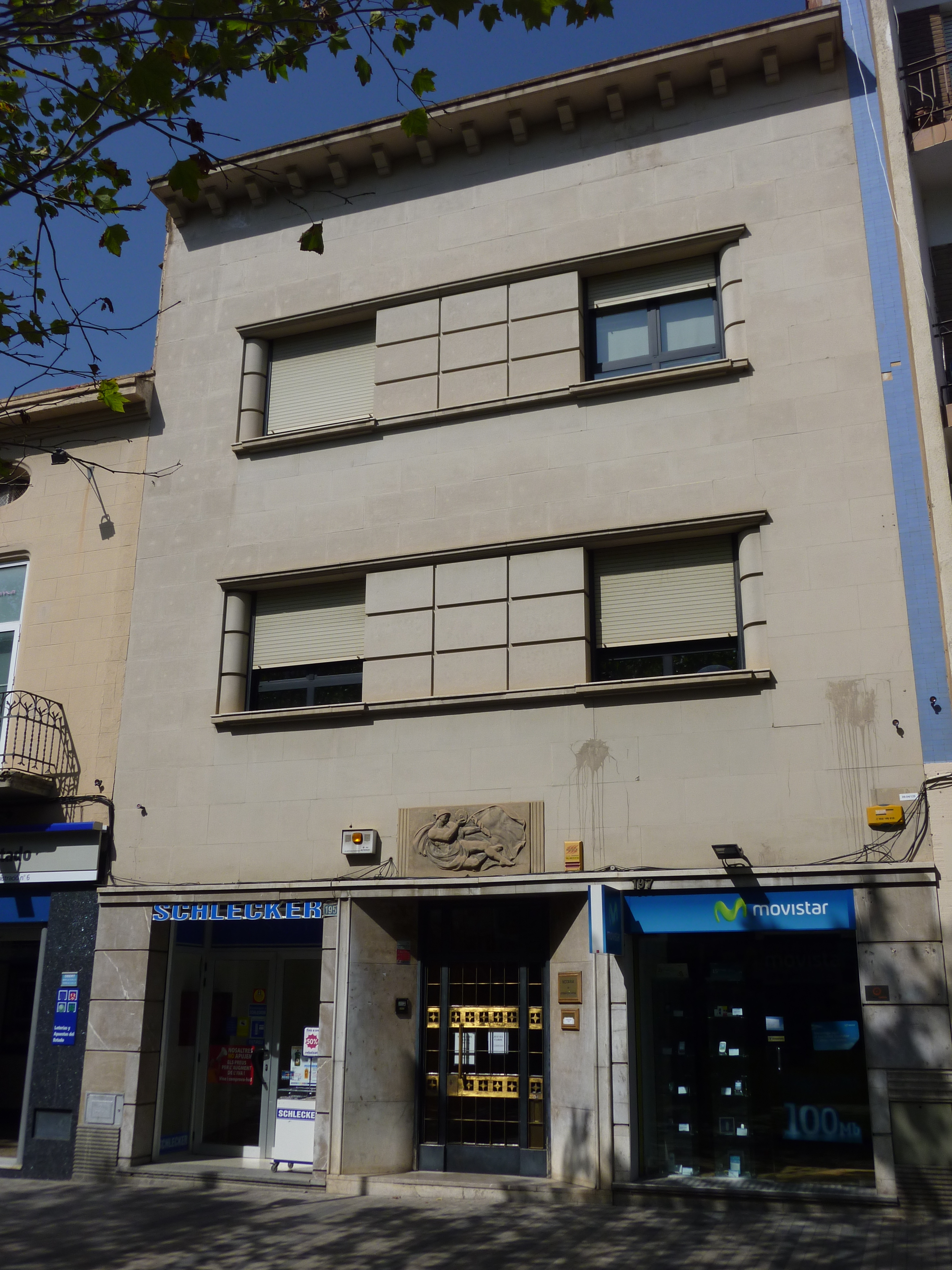
Casa de Maria Viñas i Oliver, al núm. 197
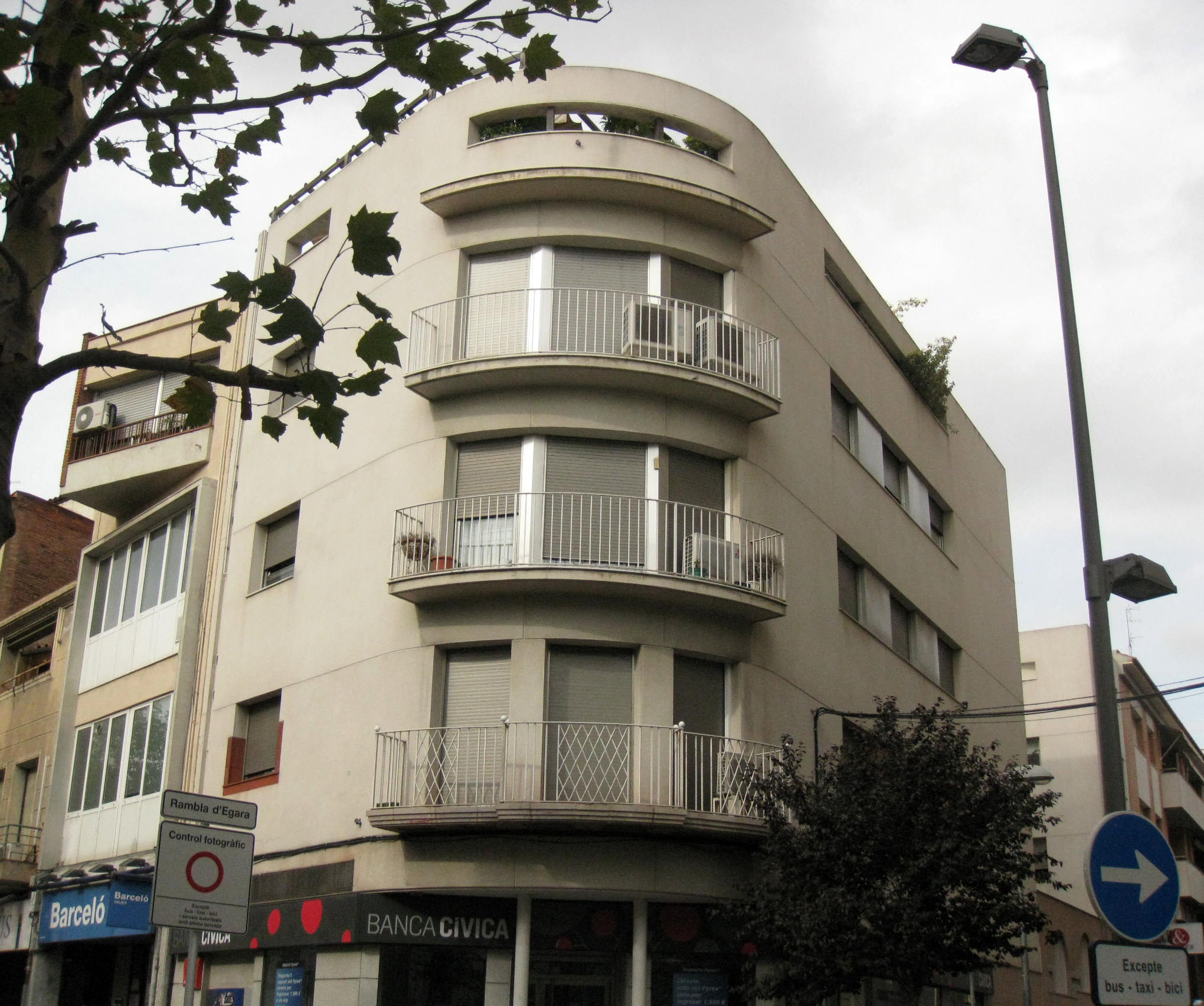
Edifici racionalista a la cantonada amb el carrer d'Iscle Soler
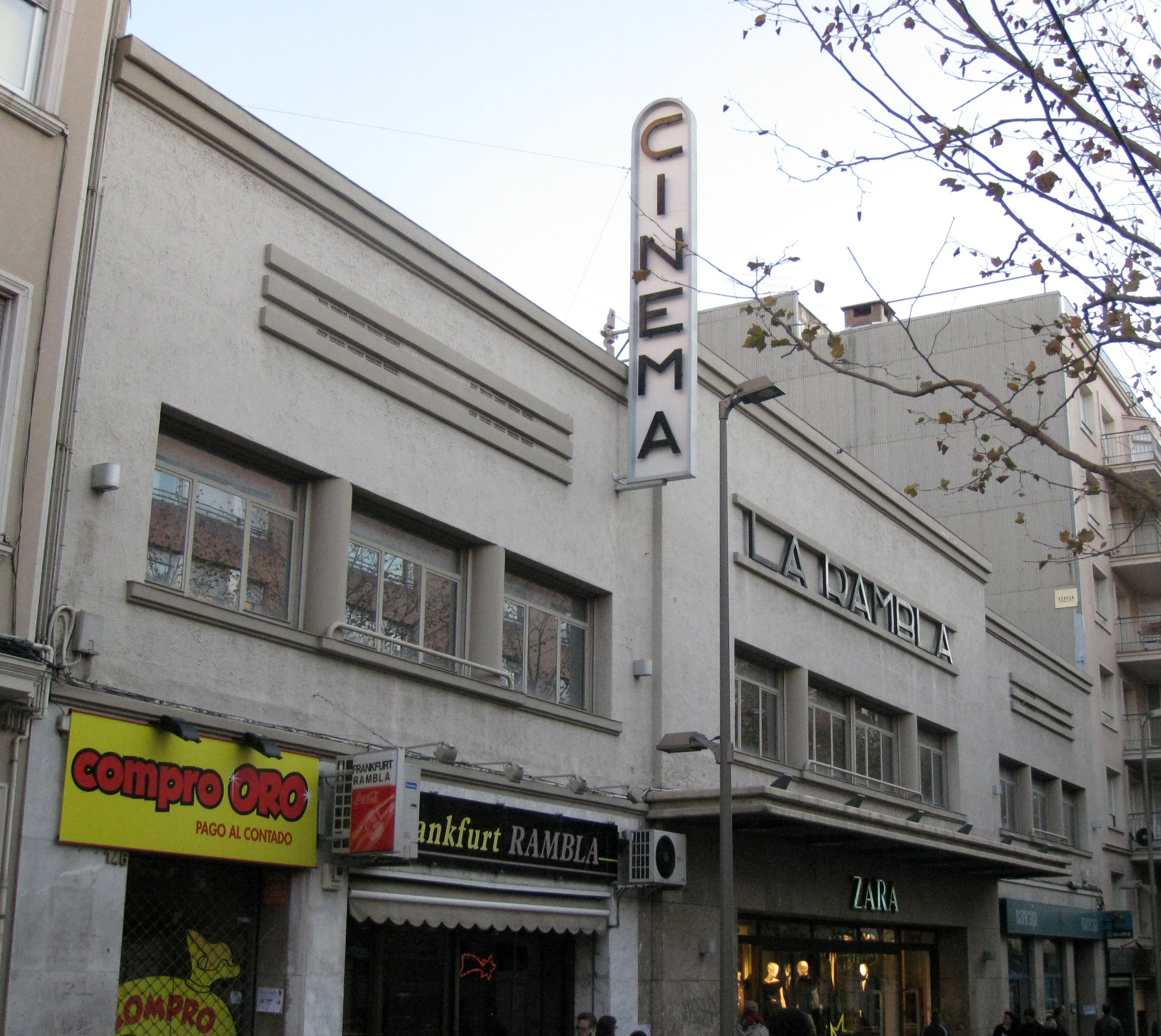
Antic cinema La Rambla, al núm. 146, actual botiga Zara
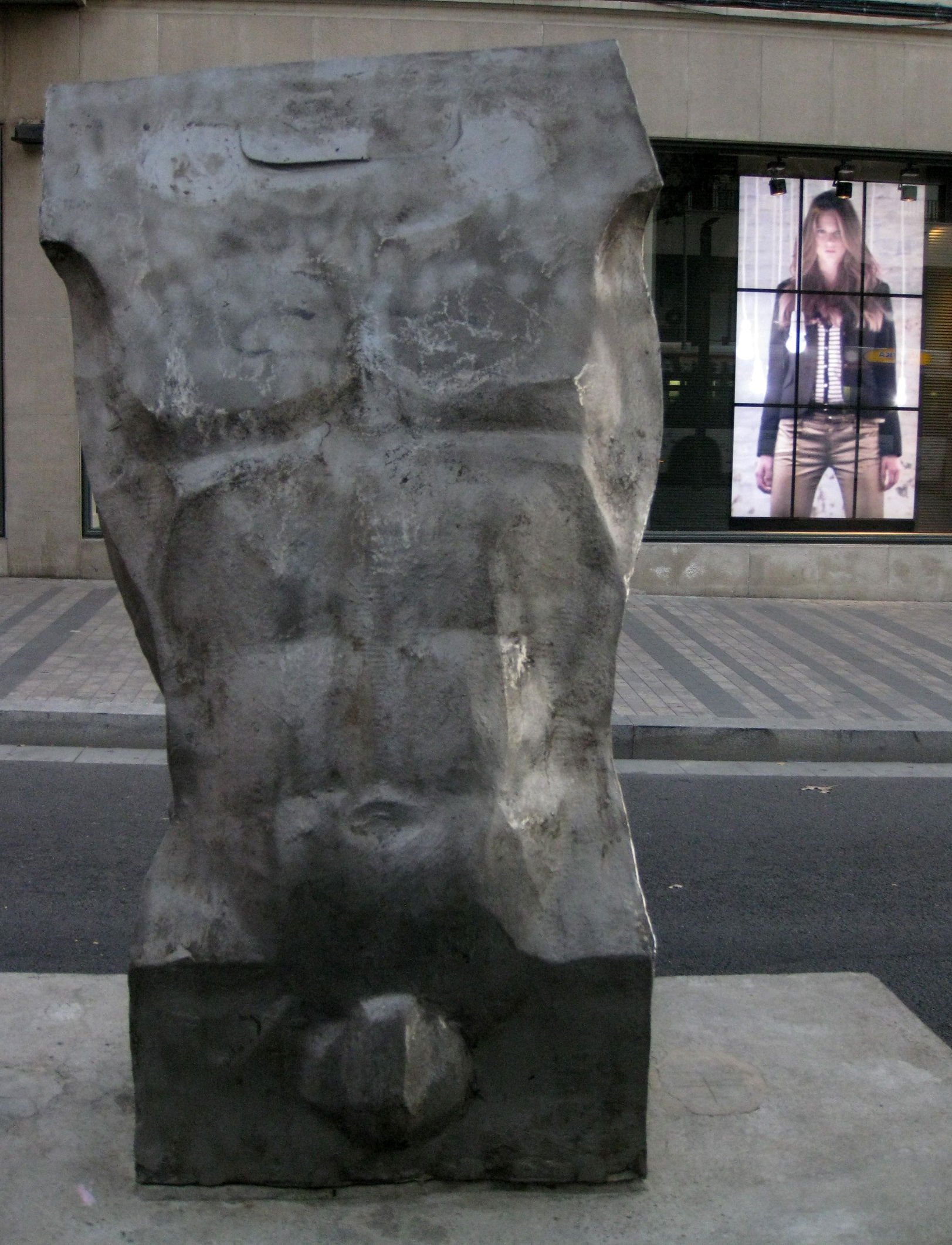
Prêt-à-porter, de Miquel Puente, davant la botiga Pull&Bear
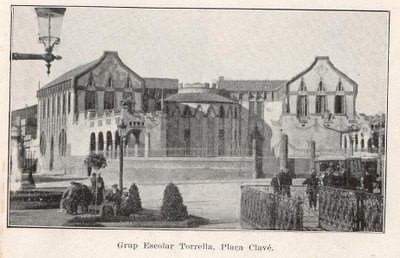
El grup escolar Torrella, de Josep Maria Coll i Bacardí, actualment desaparegut
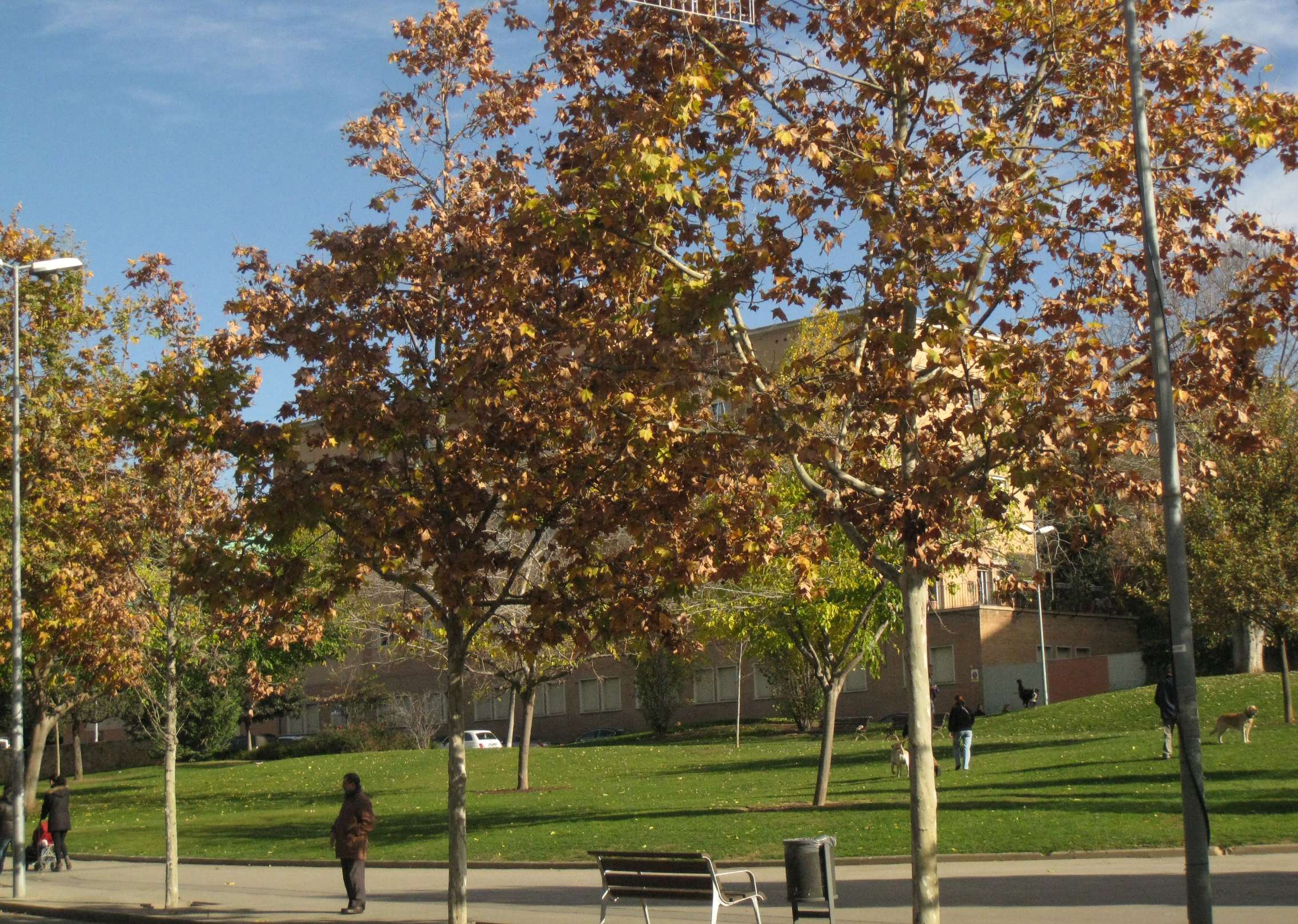
Parc dels Catalans
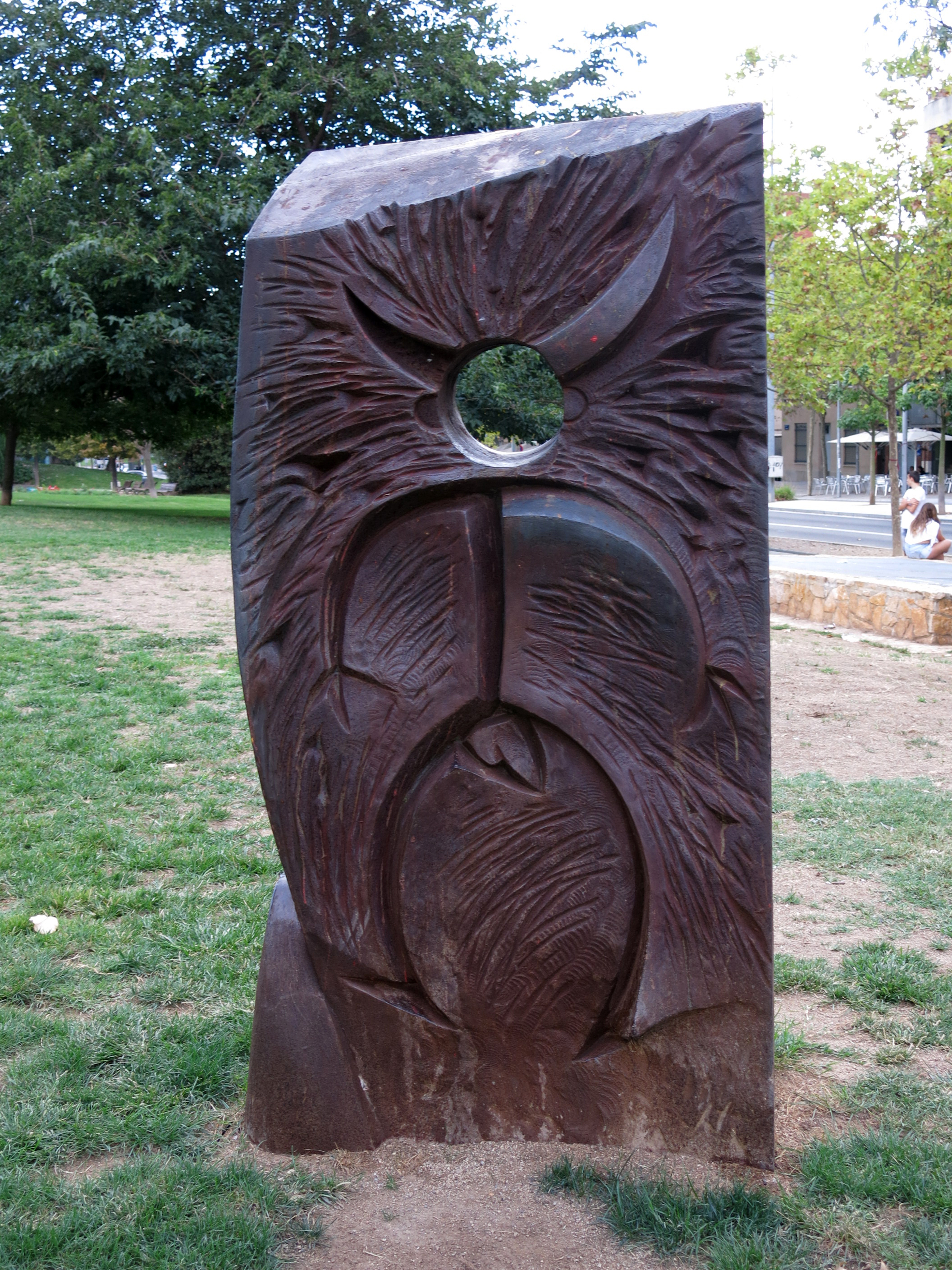
Carnestoltes, de Joan Carraminyana, al parc dels Catalans
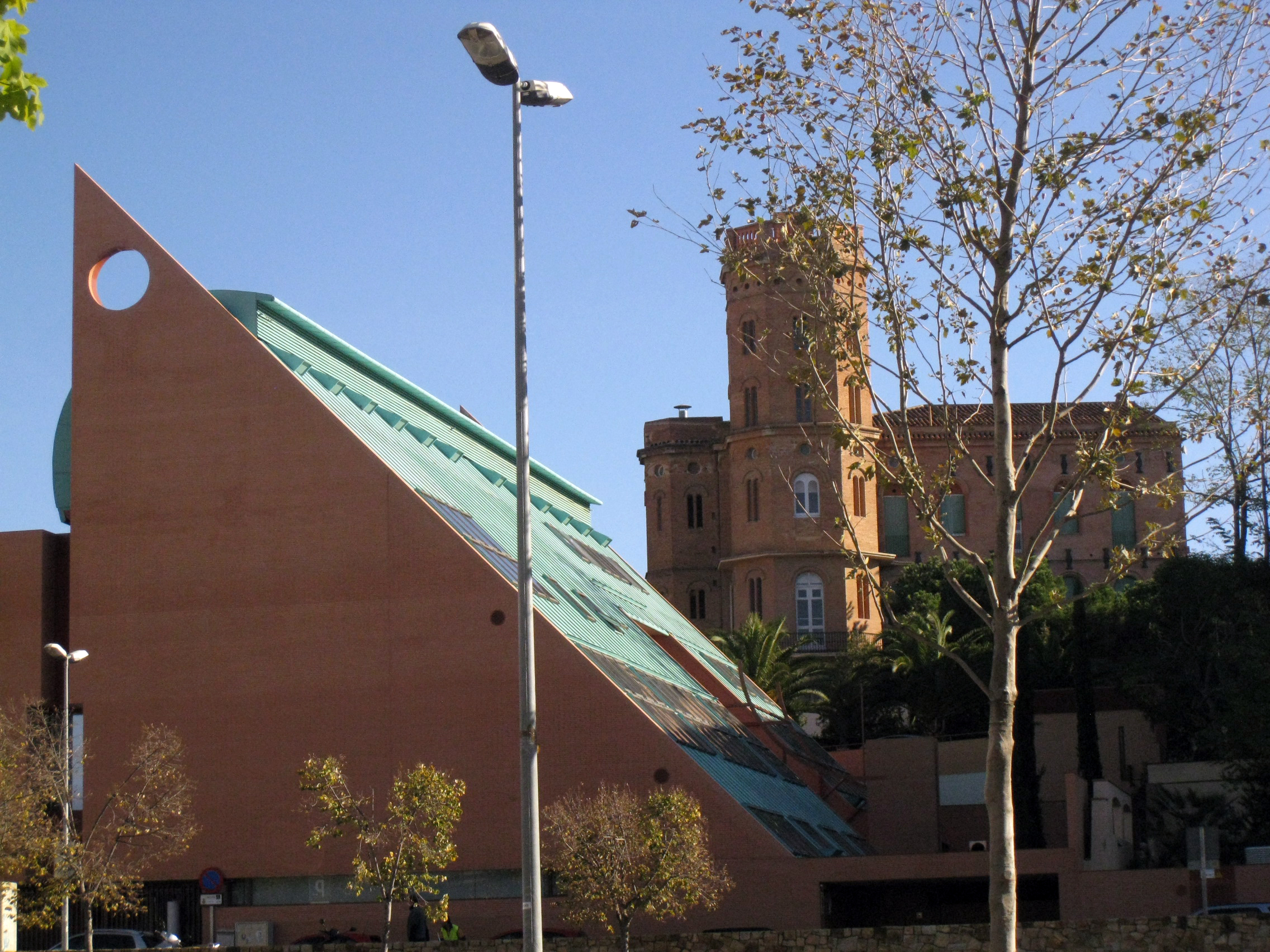
Bisbat de Terrassa i torre dels Escolapis, al carrer de Vinyals, des del parc dels Catalans
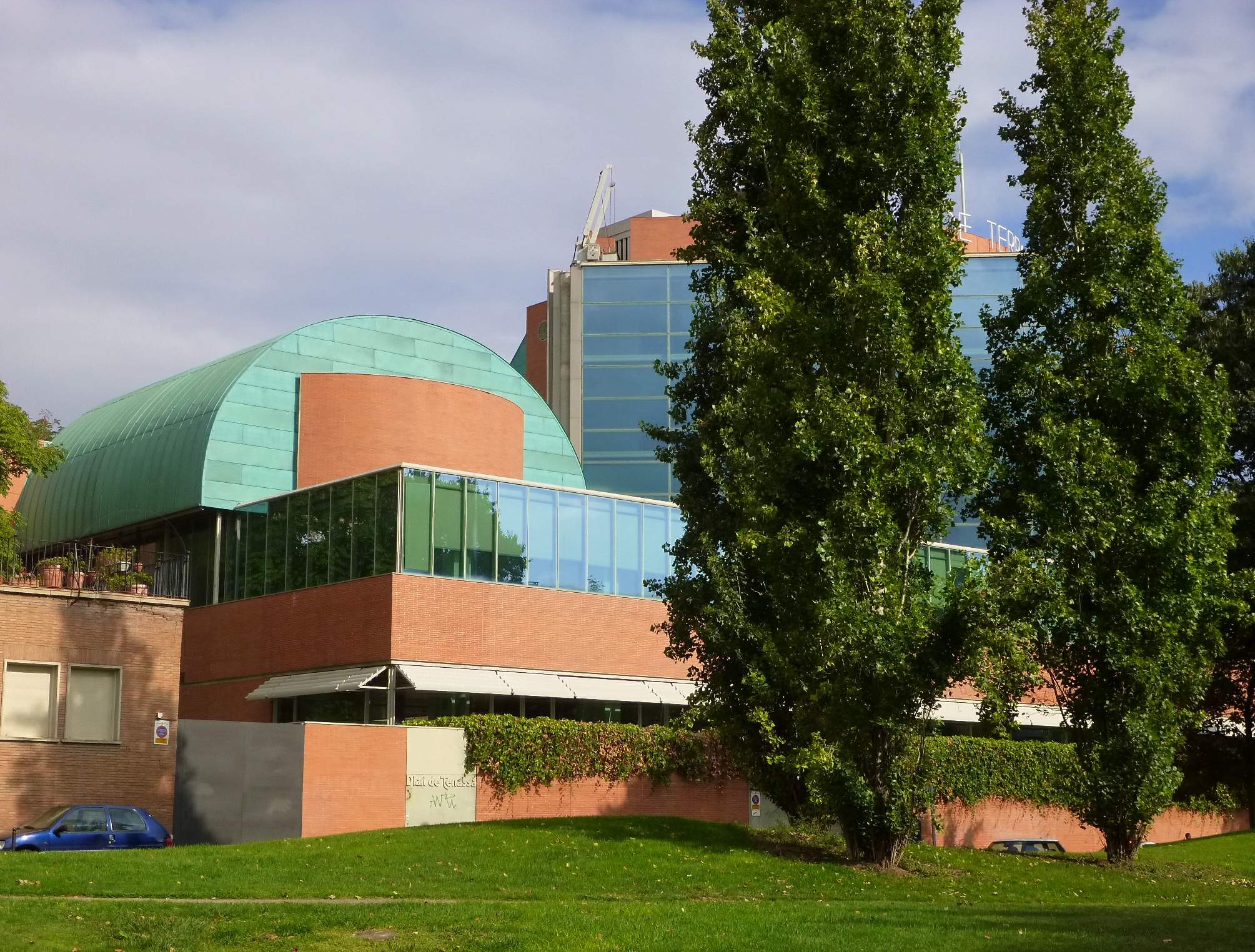
Edifici del carrer de Vinyals núm. 61, que va allotjar el Diari de Terrassa (2002-2014), des del parc dels Catalans